# Comunidad de comunas intercomunal por el desarrollo de la región y aglomeraciones de Loudéac
La Comunidad de comunas intercomunal por el desarrollo de la región y aglomeraciones de Loudéac (Communauté intercommunale pour le développement de la región et des agglomérations de Loudéac, CIDERAL en francés), es una estructura intercomunal francesa situada en el departamento francés de Costas de Armor de la región de Bretaña.

## Historia
Fue creada en 1990, con el nombre de Sindicato SIDERAL, con la unión de veintidós comunas.
El 1 de enero de 1994 pasó a la denominación actual.
El 1 de enero de 2014, pasaron a formar parte de CIDERAL, las cinco comunas de la comunidad de comunas del País de Corlay (Corlay, Le Haut-Corlay, Plussulien, Saint-Martin-des-Prés y Saint-Mayeux), las tres comunas de la comunidad de comunas del País de Uzel-près-l'Oust (Allineuc, Saint-Hervé y Uzel-près-l'Oust), tres de las cinco comunas de la comunidad de comunas Guerlédan Mûr-de-Bretagne (Caurel, Saint-Gilles-Vieux-Marché y Saint-Guen) y la comuna de Langast, que antes pertenecía a la comunidad de comunas del País de Moncontour.
Estas comunas son las nueve comunas del antiguo cantón de La Chèze, las siete comunas del antiguo cantón de Uzel, las seis comunas del antiguo cantón de Loudéac, las cinco comunas del antiguo cantón de Corlay, tres de las cinco comunas del antiguo cantón de Mûr-de-Bretagne y dos de las cinco comunas del antiguo cantón de Plouguenast; y que actualmente forman parte, veintidós comunas del nuevo cantón de Mûr-de-Bretagne y once comunas del nuevo cantón de Loudéac.

## Nombre
Debe su nombre a que las treinta y tres comunas se hallan situadas en el área de influencia de la comuna que le da su nombre.

## Composición
La Comunidad de comunas reagrupa 33 comunas:
| Comuna                         | Código INSEE | Cantón          | Población (2012) | Superficie (km²) | Densidad (hab./km²) |
| ------------------------------ | ------------ | --------------- | ---------------- | ---------------- | ------------------- |
| Allineuc                       | 22001        | Loudeac         | 593              | 24.09            | 25                  |
| Caurel                         | 22033        | Mûr-de-Bretagne | 381              | 11.65            | 33                  |
| Coëtlogon                      | 22043        | Loudeac         | 238              | 16.35            | 15                  |
| Corlay                         | 22047        | Mûr-de-Bretagne | 994              | 13.80            | 72                  |
| Gausson                        | 22060        | Mûr-de-Bretagne | 652              | 16.71            | 39                  |
| Grâce-Uzel                     | 22068        | Mûr-de-Bretagne | 423              | 7.95             | 53                  |
| Hémonstoir                     | 22075        | Mûr-de-Bretagne | 698              | 14.03            | 50                  |
| La Chèze                       | 22039        | Loudeac         | 570              | 2.53             | 225                 |
| La Ferrière                    | 22058        | Loudeac         | 453              | 15.64            | 29                  |
| La Motte                       | 22155        | Mûr-de-Bretagne | 2088             | 43.03            | 5496                |
| Langast                        | 22100        | Mûr-de-Bretagne | 633              | 20.45            | 31                  |
| La Prénessaye                  | 22255        | Loudeac         | 859              | 16.97            | 51                  |
| Le Cambout                     | 22027        | Loudeac         | 460              | 18.02            | 26                  |
| Le Haut-Corlay                 | 22074        | Mûr-de-Bretagne | 690              | 25.64            | 27                  |
| Le Quillio                     | 22260        | Mûr-de-Bretagne | 549              | 16.16            | 34                  |
| Loudéac                        | 22136        | Loudeac         | 9661             | 80.24            | 120                 |
| Merléac                        | 22149        | Mûr-de-Bretagne | 479              | 30.03            | 16                  |
| Plémet                         | 22183        | Loudeac         | 3137             | 41               | 77                  |
| Plouguenast                    | 22219        | Mûr-de-Bretagne | 1894             | 35.12            | 54                  |
| Plumieux                       | 22241        | Loudeac         | 1078             | 38.92            | 28                  |
| Plussulien                     | 22244        | Mûr-de-Bretagne | 508              | 22.49            | 23                  |
| Saint-Barnabé                  | 22275        | Loudeac         | 1264             | 22.75            | 56                  |
| Saint-Caradec                  | 22279        | Mûr-de-Bretagne | 1181             | 21.94            | 54                  |
| Saint-Gilles-Vieux-Marché      | 22295        | Mûr-de-Bretagne | 324              | 21.95            | 15                  |
| Saint-Guen                     | 22298        | Mûr-de-Bretagne | 458              | 17.95            | 26                  |
| Saint-Hervé                    | 22300        | Mûr-de-Bretagne | 421              | 9.83             | 43                  |
| Saint-Martin-des-Prés          | 22313        | Mûr-de-Bretagne | 331              | 20.30            | 16                  |
| Saint-Maudan                   | 22314        | Loudeac         | 380              | 6.67             | 57                  |
| Saint-Mayeux                   | 22316        | Mûr-de-Bretagne | 503              | 30.63            | 16                  |
| Saint-Thélo                    | 22330        | Mûr-de-Bretagne | 420              | 14.56            | 29                  |
| Saint-Étienne-du-Gué-de-l'Isle | 22288        | Loudeac         | 379              | 14.91            | 25                  |
| Trévé                          | 22376        | Mûr-de-Bretagne | 1617             | 26.63            | 61                  |
| Uzel                           | 22384        | Mûr-de-Bretagne | 1113             | 6.79             | 164                 |

## Competencias
La comunidad es un organismo público de cooperación intercomunal.
Sus recursos provienen del impuesto sobre los rendimientos del trabajo único, del sistema de contribuciones que se aplica a los residuos y asignaciones y subvenciones de diversos socios.
Sus competencias en general se centran en el desarrollo económico, medio ambiental, de empleo y los servicios comunitarios a los habitantes:
- Ordenación del Territorio
  - Plan de Coherencia Territorial (SCOT, en francés) (a título obligatorio).
  - Plan Sectorial (a título obligatorio).
- Desarrollo y organización económica
  - Acción de desarrollo económico de las actividades industriales, comerciales o de empleo, (apoyo de las actividades agrícolas y forestales...) (a título obligatorio).
  - Creación, organización, mantenimiento y gestión de zonas de actividades industriales, comerciales, terciario, artesanal o turístico (a título obligatorio).
- Desarrollo y organización social y cultural
  - Actividades culturales y socioculturales (a título facultativo).
  - Actividades deportivas (a título facultativo).
  - Construcción y/u organización, mantenimiento, gestión de equipamientos o establecimientos culturales, socioculturales, socioeducativos, deportivos… (a título optativo).
  - Transporte escolar (a título facultativo).
- Medio ambiente
  - Saneamiento no colectivo (a título facultativo).
  - Recogida y tratamiento de los residuos urbanos y asimilados (a título optativo).
  - Protección y valorización del Medio Ambiente (a título optativo).
- Vivienda y hábitat
  - Programa local del hábitat (a título optativo).
- Servicio de vías públicas
  - Creación, organización y mantenimiento del servicio de vías públicas (a título optativo).
- Otros
  - Adquisición comunal de material (a título facultativo).
  - Informática, Talleres vecinales (a título facultativo).